# Brian Edward Daley
Brian Edward Daley (Orange, 1940) è un presbitero, teologo e docente statunitense della Compagnia di Gesù.
Vincitore del Premio Ratzinger per la teologia nel 2012, è professore di teologia all'Università di Notre Dame, nella cattedra intitolata a Catherine F. Huisking.
Le sue ricerche vertono principalmente sulla Patristica, in particolare la cristologia, l'escatologia, la mariologia e l'esegesi della Sacra Scrittura. È considerato l'erede della Nouvelle Théologie, la tradizione gesuita del novecento francese nella quale emersero Henri Crouzel, Jean Daniélou, Henri de Lubac e Alois Grillmeier.
Noto conferenziere e attivo protagonista del dialogo ecumenico, è membro della Consulta Teologica Cattolico-Ortodossa del Nord America.

## Biografia
Dopo aver frequentato la St. Peter's Preparatory School di Jersey City, un collegio maschile privato gestito dai Gesuiti, si laureò alla Fordham University, dove nel 1961 conseguì un Bachelor of Arts in lingue e letterature classiche. Fu il primo ex allievo della Fordham a vincere la borsa di studio internazionale dell'Università di Oxford intitolata a Cecil John Rhodes, che impiegò per studiare Litterae humaniores al Merton College di Oxford con la supervisione del filosofo John Lucas. Conseguito un secondo BA nel '64, entrò a far parte della Compagnia di Gesù.
Due anni dopo aver completato un Ph.L. al Loyola Seminary di Shrub Oak, nello stato di New York, al quale seguì un Master of Arts nel '67. Tre anni dopo fu ordinato sacerdote e si trasferì a Francoforte per perfezionarsi al Collegio Filosofico-Teologico San Giorgio locale, collaborando come assistente ricercatore di Alois Grillmeier, SJ. Ottenuta la licenza in teologia, fece ritorno alla Campion Hall di Oxford, dove nel'78 discusse la dissertazione di dottorato Leontius of Byzantium: A Critical Edition of his Works, with Prolegomena, con la direzione di Henry Chadwick, avendo Kallistos Ware e Lionel Wickham fra i suoi esaminatori.
Dal 1978 al 1996, Daley ha insegnato alla Weston School of Theology e fu uno dei fondatori del Boston Area Patristics Group. Nel 1996, accetto la docenza di teologia presso l'Università di Notre Dame. Nell'anno 1997-1998 è stato il presidente della Società di Studi Patristici del Nord America. Membro del comitato editoriale di diverse riviste accademiche, è stato amministratore fiduciario del Boston College, della Fordham University, della Georgetown University e del Le Moyne College.
Impegnato nel dialogo ecumenico, è stato uno dei firmatari della "Proposta di Princeton per l'unità dei cristiani" del 2003, promossa dal Centro di teologia cattolica ed evangelica. Ha ricperto la carica di segretario esecutivo della Consulta teologica ortodossa-cattolica nordamericana, alla quale aderiscono la Conferenza Episcopale degli Stati Uniti (USCCB), la Conferenza Episcopale degli Stati Uniti (CCCB) e la Conferenza Permanente dei Vescovi Ortodossi del Nord America (SCOBA).

Nel '96 ha tenuto l'intervento "The Eastern Catholic Churches - A Roman Catholic Perspective Fifty Years after Orientalium ecclesiarum" durante il convegno intitolato "Il decreto Vaticano II sulle chiese cattoliche orientali, Orientalium ecclesiarum - Cinquant'anni dopo", organizzato dal Metropolitan Andrey Sheptytsky Institute di studi cristiani orientali dell'University of St. Michael's College di Toronto.

## Premi e riconoscimenti
Nel 2008, è stato pubblicato un Festschrift in suo onore, firmato Tra i collaboratori di spicco figurano Lewis Ayres, John Anthony McGuckin e Rowan Williams.
Il 20 ottobre 2012 Daley e Rémi Brague hanno ricevuto il Premio Ratzinger per la teologia.
Durante la cerimonia di conferimento, Papa Benedetto XVI ha elogiato Daley per il suo lavoro ecumenico con le seguenti parole: «Padre Daley, studiando a fondo i Padri della Chiesa, si è posto nella migliore scuola per conoscere e amare la Chiesa una e indivisa, pur nella ricchezza delle sue diverse tradizioni; per questo egli svolge anche un servizio di responsabilità nei rapporti con le Chiese Ortodosse».
Nel 2013, Daley ha ricevuto la medaglia "Johannes Quasten" dalla Scuola di Studi Teologici e Religiosi dell'Università Cattolica d'America.